# Спортінг (Хіхон)
«Спортінг» (ісп. Real Sporting de Gijón S.A.D) — іспанський футбольний клуб з міста Хіхон. Клуб виступає в іспанській Сегунді, домашні матчі проводить на стадіоні Ель-Молінон, що здатний вмістити 30 тисяч вболівальників.

## Досягнення
- Прімера:
  -  Друге місце (1): 1978/1979
- Кубок Іспанії:
  -  Фіналіст (2): 1980/1981, 1981/1982
- Сегунда:
  -  Чемпіон (5): 1943/1944, 1950/1951, 1956/1957, 1969/1970, 1976/1977
  -  Друге місце (1): 1929/1930

## Виступи в єврокубках
| Сезон   | Змагання   | Раунд | Суперник       | Вдома | На виїзді | В сукупності |
| ------- | ---------- | ----- | -------------- | ----- | --------- | ------------ |
| 1978–79 | Кубок УЄФА | 1Р    | Торіно         | 3–0   | 0–1       | 3–1          |
| 1978–79 | Кубок УЄФА | 2Р    | Црвена Звезда  | 0–1   | 1–1       | 1–2          |
| 1979–80 | Кубок УЄФА | 1Р    | ПСВ            | 0–0   | 0–1       | 0–1          |
| 1980–81 | Кубок УЄФА | 1Р    | Богеміанс 1905 | 2–1   | 1–3       | 3–4          |
| 1985–86 | Кубок УЄФА | 1Р    | Кельн          | 1–2   | 0–0       | 1–2          |
| 1987–88 | Кубок УЄФА | 1Р    | Мілан          | 1–0   | 0–3       | 1–3          |
| 1991–92 | Кубок УЄФА | 1Р    | Партизан       | 2–0   | 0–2       | 2–2          |
| 1991–92 | Кубок УЄФА | 2Р    | Стяуа          | 2–2   | 0–1       | 2–3          |